# Herbert Ganado

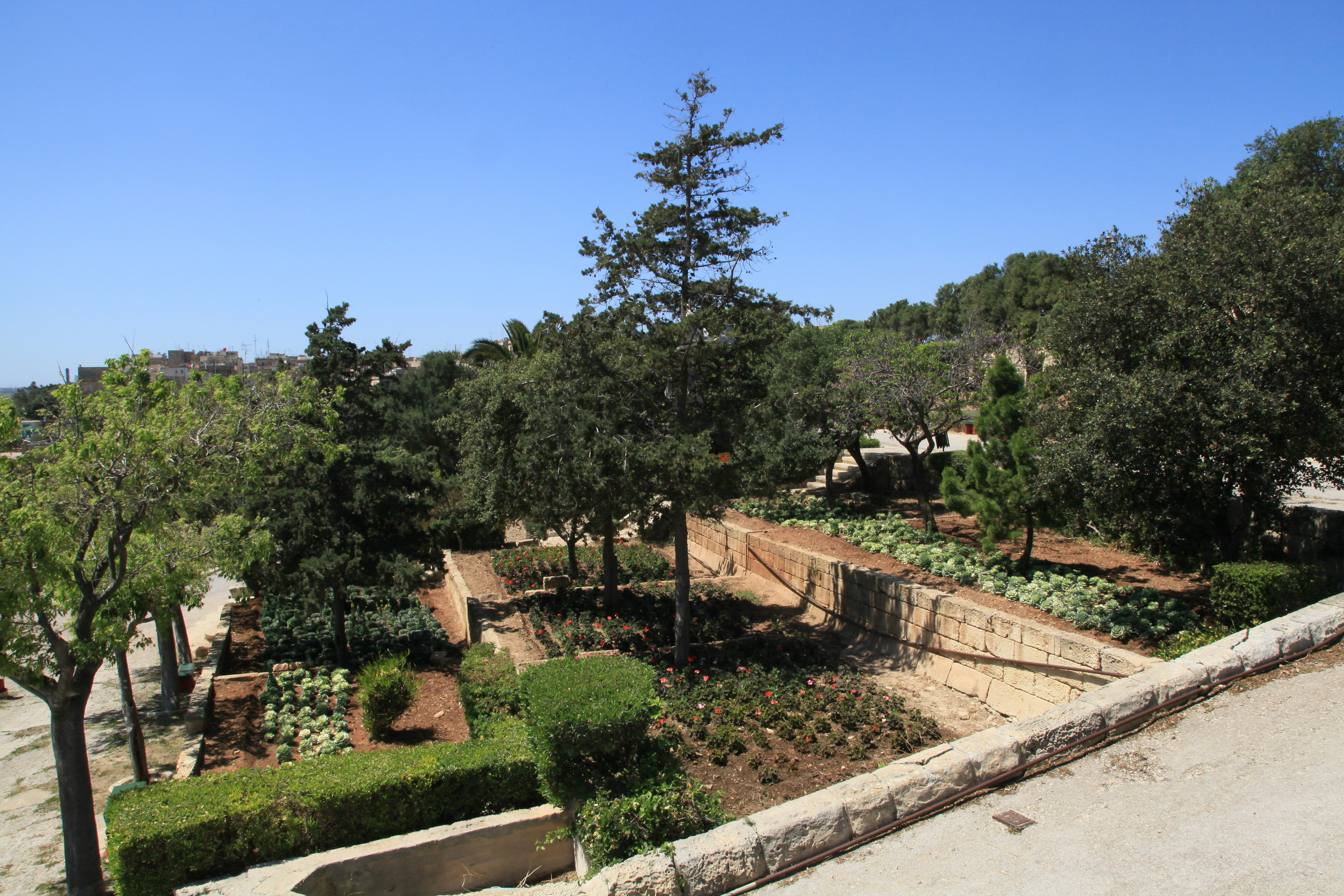
Herbert Ganado Gardens ở Floriana

Herbert Ganado (7 tháng 4 năm 1906 – 8 tháng 4 năm 1979) là một luật sư người Malta, chủ tịch của Hành động Công giáo, biên tập viên, chính khách và tác giả.
Sinh ra tại Floriana vào ngày 7 tháng 4 năm 1906 trên đảo Malta, Ganado học tại Lyceum và Đại học Malta và tốt nghiệp luật sư vào năm 1931. Ông hoạt động tại trường đại học, là Chủ tịch Hội đồng Sinh viên Đại học (KSU), và không lâu sau khi trở thành chủ tịch của phong trào giáo dân, Hành động Công giáo. Năm 1933, ông được bổ nhiệm làm biên tập viên thứ ba của tờ báo Lehen is-Sewwa, tiếng nói của Hành động Công giáo. Ganado đã thành công trong việc điều khiển tờ báo qua thời kỳ hỗn loạn trước Chiến tranh thế giới thứ hai, và không chỉ chuyển đổi Lehen is-Sewwa thành một tờ giấy hàng ngày, mà còn cho nó một diện mạo mới. Ông mở rộng phạm vi của mình bằng cách bao quát phạm vi đối tượng rộng hơn và biến nó thành phương tiện để quảng bá và phổ biến văn hóa Công giáo với tầm nhìn rộng lớn về tất cả các lĩnh vực tôn giáo, xã hội, văn hóa và thậm chí chính trị của xã hội Malta trong bối cảnh toàn cầu. Trong Nội chiến Tây Ban Nha Ganado đã viết một số bài báo ủng hộ Francisco Franco.
Năm 1939, ông bị chính quyền thực dân Anh xử án mà không bị xét xử vì nghi ngờ đồng cảm với chính quyền Benito Mussolini và phát xít Ý. Sau đó, ông đã bị lưu đày với một số công dân Malta đến Uganda. Ganado sau đó nhận xét rằng một khía cạnh tích cực của cuộc chiến đã cho thấy tầm quan trọng của phụ nữ và trực tiếp dẫn đến quyền bầu cử phổ quát ở Malta vào năm 1947, tiếp theo là phụ nữ được phép đứng vào văn phòng công cộng.
Sau chiến tranh, ông được thả ra, và lãnh đạo một nhóm chia rẽ từ Đảng Quốc gia để thành lập Đảng Quốc gia Dân chủ (Partit Demokratiku Nazzjonalista). Tuy nhiên, điều này đã tồn tại trong thời gian ngắn và cuối cùng không thành công về mặt chính trị.
Ông kết hôn với Alda née Randon và họ có với nhau năm người con, một trong số họ chết ngay sau khi sinh. Một trong những người bạn thân của ông từ những ngày còn ở trường đại học vào những năm 1920 là luật sư người đồng tính Malta, Joseph Flores: thực sự có ý kiến cho rằng Ganado và Flores có thể có mối quan hệ tình cảm. Tuy nhiên, Flores đã trở thành thành viên của Đảng Lao động Malta (MLP) dưới sự lãnh đạo của Dom Mintoff vào những năm 1950 tại thời điểm Ganado công khai phản đối Chính sách hội nhập của Mintoff với Anh. Flores, cuối cùng đã từ chức khỏi MLP và được đưa ra một thẩm phán.
Tác phẩm văn học nổi tiếng nhất của ông là hồi ký 4 tập, Rajt Malta Tinbidel. Tác phẩm này đã được dịch sang tiếng Anh bởi một chính khách luật sư người Malta nổi tiếng khác, Tiến sĩ Michael A. Refalo và có tựa đề "Thế kỷ của tôi". Herbert Ganado Gardens ở Floriana được đặt theo tên ông. 
Ông qua đời vào ngày 8 tháng 4 năm 1979, một ngày sau sinh nhật lần thứ 73 của ông và được an táng tại nghĩa trang Santa Maria Addolorata.